# Ilyushin Il-30
L'Ilyushin Il-30 (in russo Ильюшин Ил-30?) fu un bombardiere bimotore a getto progettato dall'OKB 39 diretto da Sergej Vladimirovič Il'jušin e sviluppato in Unione Sovietica nei tardi anni quaranta.
Sviluppato parallelamente con l'Il-28, dal quale riprende la sezione anteriore e la deriva, è il primo aereo sovietico ad adottare una configurazione del carrello a tandem. Venne costruito un solo prototipo che effettuò solamente test a terra senza mai volare.

## Storia del progetto
L'inizio della progettazione dell'Il-30 risale al 21 giugno 1948. Il nuovo bombardiere doveva rispettare alcuni parametri richiesti tra cui la possibilità di trasportare 2 tonnellate di bombe per 3 500 km e una velocità massima non inferiore ai 1 000 km/h. Per la motorizzazione dell'Il-30 venne previsto l'impiego di una coppia di Lyulka TR-3 derivati da quelli installati sull'Il-20, capaci di una spinta di 45,1 kN ciascuno.
Il prototipo venne ultimato nell'estate del 1949 e a settembre iniziò un ciclo di test a terra comprensivi di rullaggio ad elevata velocità per testare l'inedito carrello tandem. Il prototipo non volò mai a causa di vari fattori, tra cui alcuni problemi al telaio e ai motori, la cui risoluzione avrebbe richiesto maggiori sforzi al team dell'OKB 39 che era però già impegnato allo sviluppo di nuove versioni e motori per l'Il-28.
L'esperienza accumulata venne utilizzata nel 1952 nella progettazione dell'Il-54, il primo bombardiere supersonico sovietico.

## Tecnica

### Cellula
L'Il-30 era un bimotore ad ala media dalla struttura metallica, corazzata nella parte anteriore e nella postazione del mitragliere. Per rispettare l'obiettivo di una velocità massima non inferiore ai 1 000 km/h venne progetta un'ala a freccia con un angolo di 35° e angolo di diedro di 2°, che rispetto ad un'ala tradizionale consentiva una migliore stabilità in volo e riusciva a sopportare meglio le sollecitazioni ad alta velocità. Per meglio indirizzare i filetti fluidi, vennero installate 4 alette aerodinamiche nella parte superiore dell'ala.
Questa particolare geometria dell'ala rendeva però il velivolo instabile alle basse velocità e ad elevati angoli d'attacco. Per ovviare a questo problema i progettisti sovietici modificarono l'angolo di incidenza dell'ala rispetto alla fusoliera.

### Propulsione
L'Il-30 era spinto da due motori a getto Lyulka TR-3 che vennero sviluppati usando il know-how acquisito durante lo sviluppo dei motori dell'Il-22. Il TR-3 tecnicamente era formato da un compressore assiale a sette stadi e camera di combustione anulare. Il velivolo era dotato inoltre di serbatoi supplementari sotto le ali per rispettare gli obiettivi di progetto.

### Armamento
L'Il-30 era dotato di 6 cannoni NS-23 calibro 23 mm, camerato per il munizionamento 23 x 115 mm, di cui 2 installati nella torretta alla spalle del pilota controllabile dal mitragliere, due installati in coda controllabili da remoto e due fissi nella parte inferiore della fusoliera.
L'Ilyushin poteva trasportare un carico di 2 000 kg di bombe sino ad un massimo consentito di 4 000 kg.

### Annotazioni
1. ↑  La denominazione del "costruttore" risulta scritta in modo diverso da quella del "progettista" poiché, nel secondo caso, la traslitterazione del cognome è effettuata secondo il sistema "ISO 9", impiegato come standard convenzionale nelle pagine di Wikipedia in lingua italiana.

### Fonti
1. 1 2 3 4 5   Il-30, S.V.Ilyushin, su ram-home.com. URL consultato il 26 marzo 2016 (archiviato dall'url originale il 3 marzo 2016)..
2. 1 2   Ilyushin Il-30. Foto. La storia e le caratteristiche., su it.avia.pro. URL consultato il 26 marzo 2016..
3. 1 2 3  Уголок неба, Ильюшин Ил-30.
4. ↑   AL-5/TR-3, A.M.Lyulka, su www.ctrl-c.liu.se. URL consultato il 26 marzo 2016 (archiviato dall'url originale il 29 maggio 2015)..